# Şefik Alp Bahadır
Şefik Alp Bahadır (* 22. Mai 1946 in Çorum, Türkei) ist ein türkischer Ökonom in Deutschland, der als Professor für gegenwartsbezogene Orientforschung an der Universität Erlangen-Nürnberg lehrt. 

## Leben
Nach seinem Abitur 1966 in Berlin studierte Şefik Alp Bahadır als Stipendiat der Friedrich-Ebert-Stiftung an der Freien Universität Berlin Wirtschaftswissenschaft und Politische Wissenschaft. Er beendete das Studium mit drei Abschlüssen als Diplom-Volkswirt (1971), Diplom-Betriebswirt (1973) und Diplom-Politologe (1975). 1977 wurde er vom Fachbereich Wirtschaftswissenschaft zum Dr. rer. pol. promoviert. 1982 habilitierte er sich mit einem Stipendium der Deutschen Forschungsgemeinschaft im Fach Volkswirtschaftslehre und wurde Privatdozent am Fachbereich Wirtschaftswissenschaft der FU Berlin. Ab 1981 arbeitete er als Dozent an der London School of Economics and Political Science, bis er 1984 auf die neu eingerichtete Professur für Gegenwartsbezogene Orientforschung der Universität Erlangen-Nürnberg berufen wurde. 
Der Chemiker Ali Müfit Bahadır ist sein Bruder.  

## Politik
Vor dem Verfassungsreferendum in der Türkei am 16. April 2017 hat Bahadır sich für eine Verfassungsänderung ausgesprochen:

„Die Türkei (ist) durch starke ethnische Widersprüche, sowie ideologische, religiöse und kulturelle Unterschiede gekennzeichnet. Bei derart großen Differenzen funktioniert das parlamentarische System, das auf Konsensus basiert, in der Türkei nicht. Die Parteien werden sich in keinem einzigen Punkt einig. Es gibt in der Türkei eine tiefe Spaltung, die alle Bereiche in der Gesellschaft betrifft.“

## Auszeichnungen und Preise
Doctoris Ingenieuris Honoris Causa (Dr. ing. h. c.) durch die Aserbaidschanische Technische Universität, Baku (1997).

## Notizen
1. ↑  Quelle, nach nordbayern.de

| Personendaten    | Personendaten      |
| ---------------- | ------------------ |
| NAME             | Bahadır, Şefik Alp |
| KURZBESCHREIBUNG | türkischer Ökonom  |
| GEBURTSDATUM     | 22. Mai 1946       |
| GEBURTSORT       | Çorum, Türkei      |